# 草野駅 (福島県)
草野駅（くさのえき）は、福島県いわき市平泉崎字向原（むかいばら）にある、東日本旅客鉄道（JR東日本）常磐線の駅である。

## 歴史
- 1897年（明治30年）8月29日：日本鉄道の駅として開業[2][3]。
- 1906年（明治39年）11月1日：日本鉄道が国有化され、官設鉄道の所属となる[3]。
- 1909年（明治42年）10月12日：線路名称の制定により、常磐線の所属となる。
- 1949年（昭和24年）6月1日：日本国有鉄道が発足。
- 1980年（昭和55年）4月1日：貨物の取り扱いを廃止[3]。
- 1984年（昭和59年）2月1日：荷物の扱いを廃止[3]。
- 1987年（昭和62年）4月1日：国鉄分割民営化に伴い、東日本旅客鉄道（JR東日本）の駅となる[3]。
- 2011年（平成23年）
  - 3月11日：東日本大震災により、営業を休止。
  - 4月17日：営業を再開。
- 2020年（令和2年）3月14日：東京近郊区間に編入される[4]。ICカード「Suica」の利用が可能となる[4]。終日無人化。
- 2024年（令和6年）10月1日：えきねっとQチケのサービスを開始[1][5]。

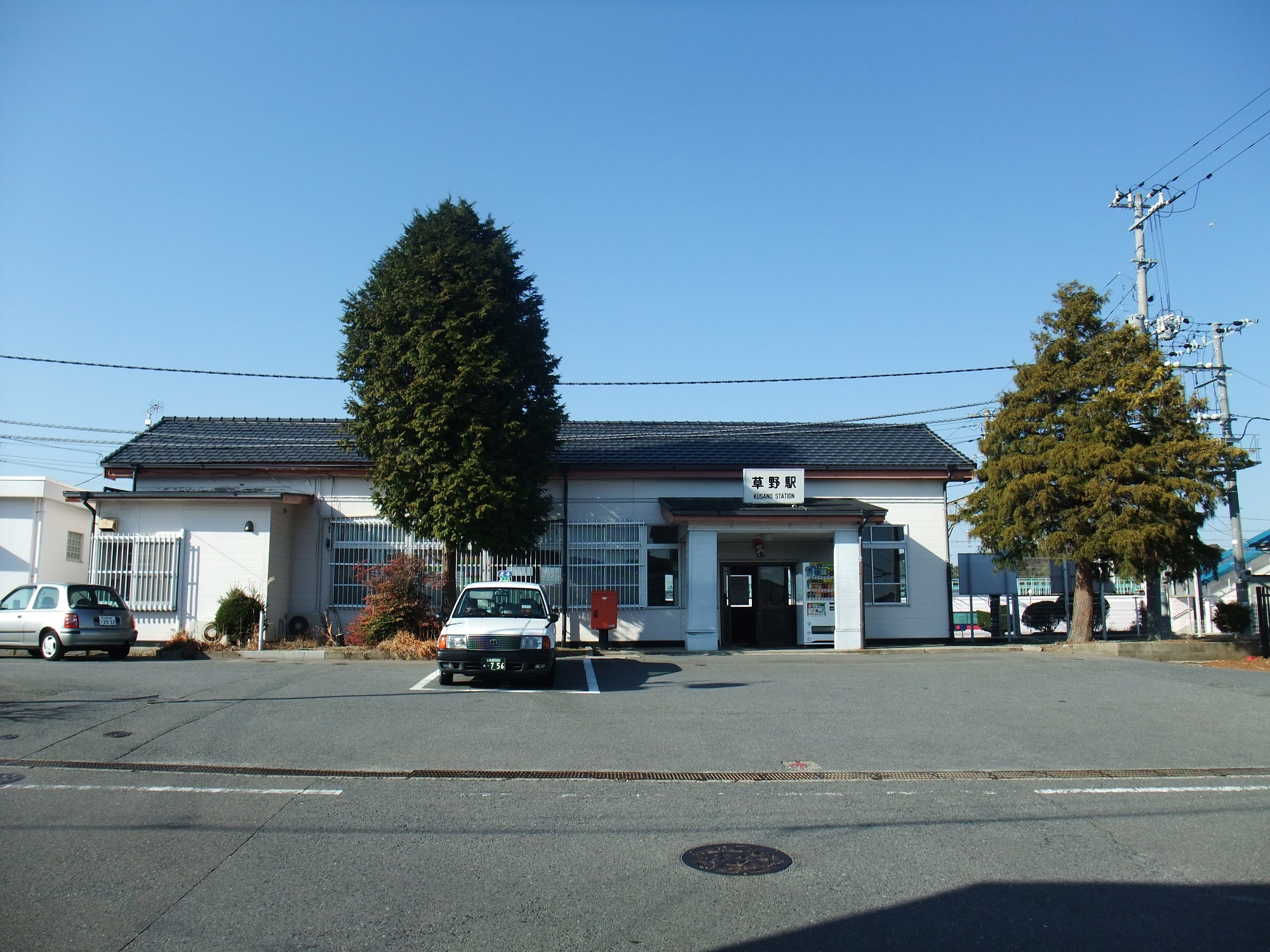
旧駅舎（2013年1月）

## 駅構造
2面3線のホームを持つ地上駅である。互いのホームは跨線橋で連絡している。いわき統括センター（いわき駅）が管理する無人駅である。
2022年（令和4年）には旧駅舎を取り壊し、コンパクトな駅舎が完成した。乗車駅証明書発行機、簡易Suica改札機、運行情報を伝えるモニター、待合室、自動販売機が設置されている。
留置線があり、普通列車の車両の夜間留置が行われる。2016年（平成28年）3月26日の改正で、特急はすべていわき駅でそのまま留置するように見直された。

### のりば
| 番線 | 路線    | 方向 | 行先             |
| ---- | ------- | ---- | ---------------- |
| 1・2 | ■常磐線 | 上り | いわき・水戸方面 |
| 3    | ■常磐線 | 下り | 原ノ町・仙台方面 |

- 2番線は当駅始発の列車が使用する。

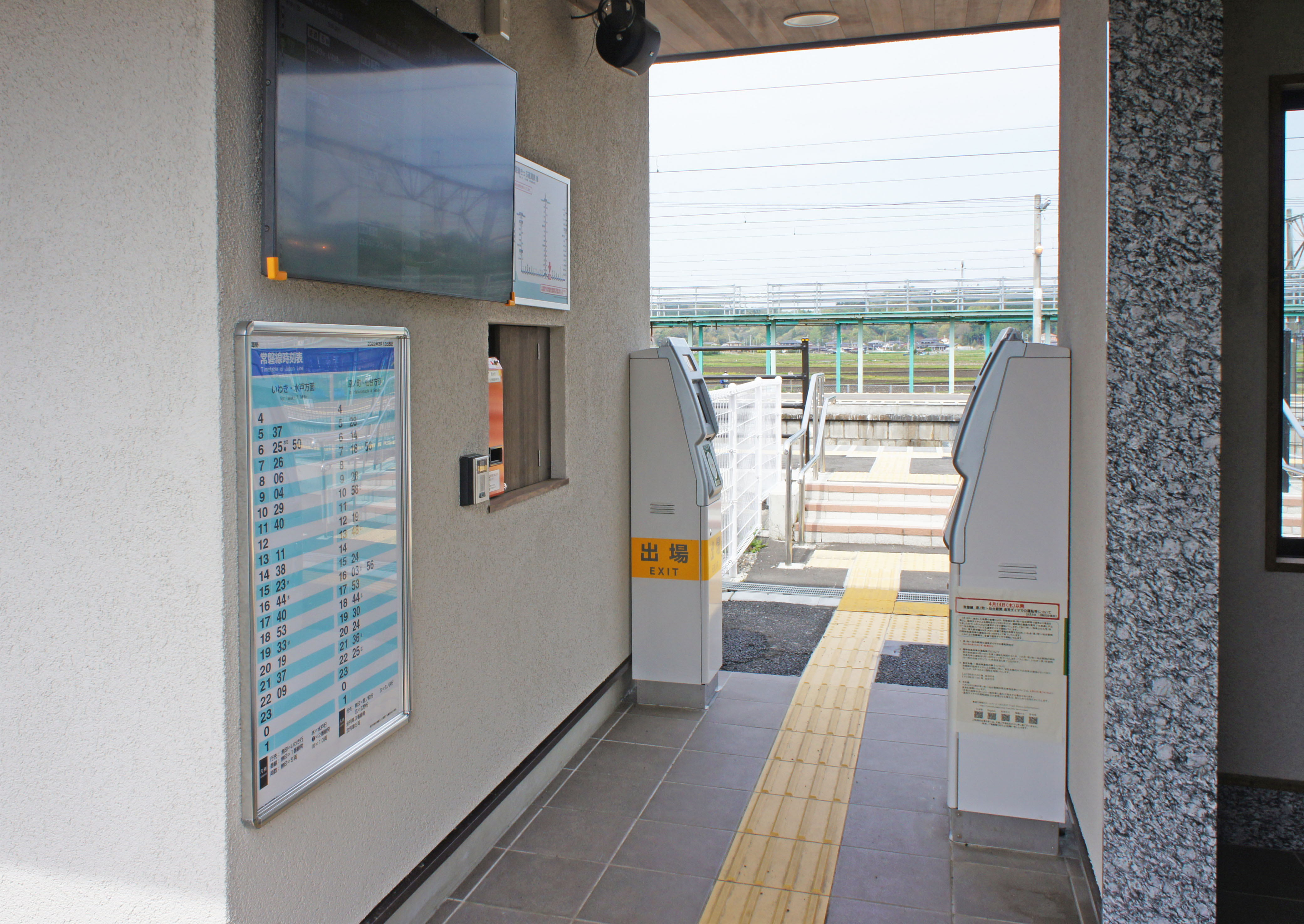
改札口（2022年4月）
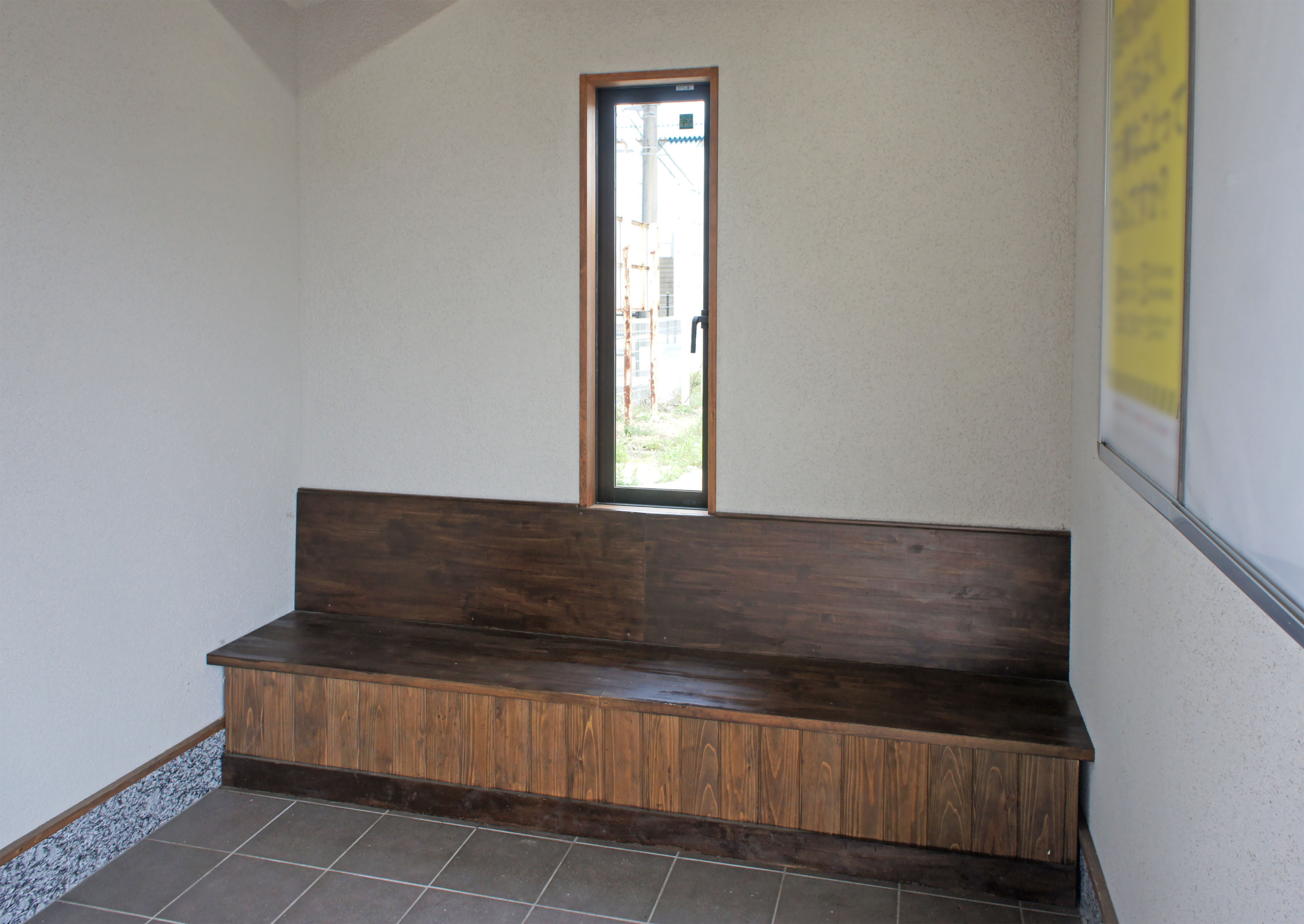
待合室（2022年4月）
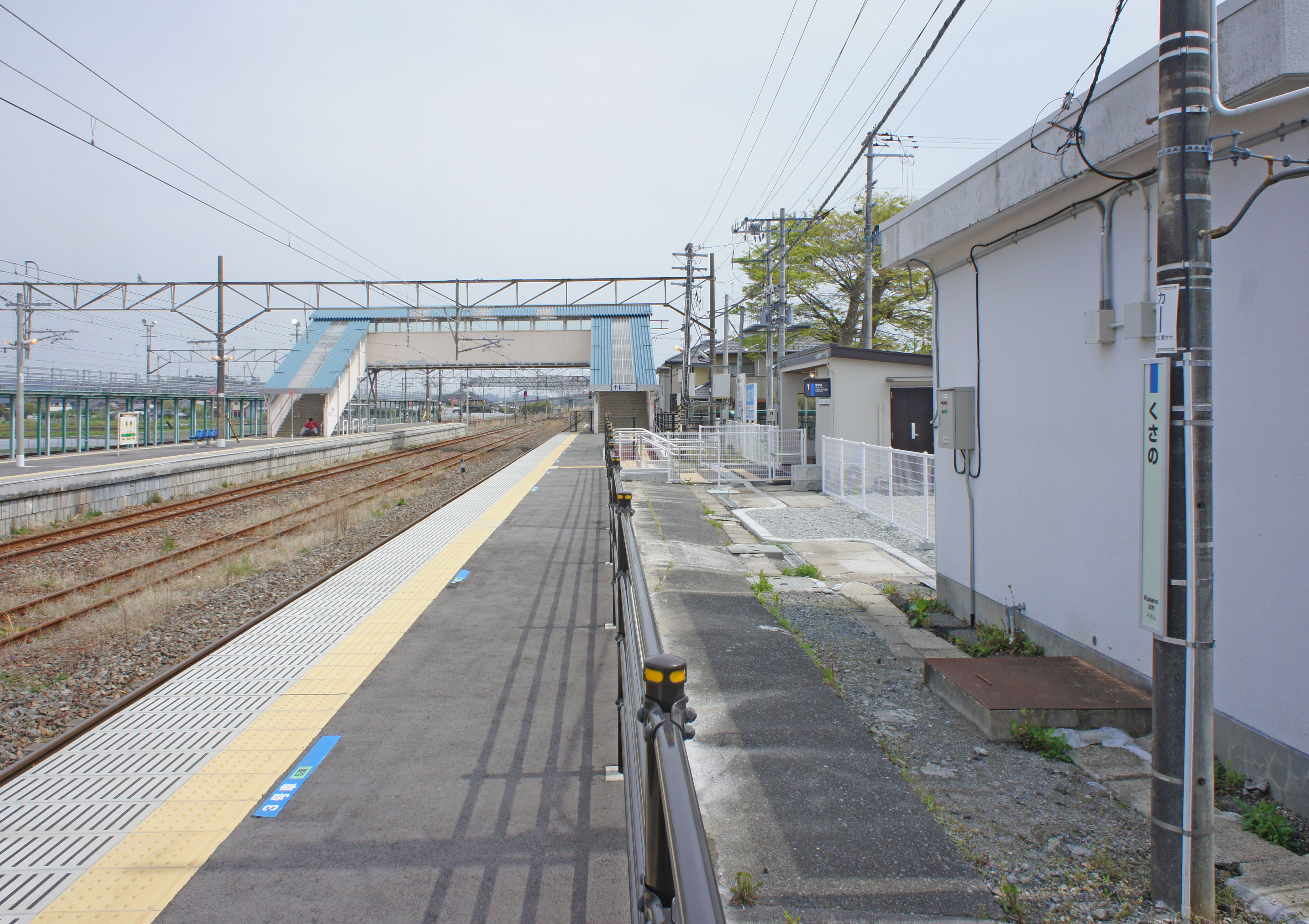
1番線ホーム（2022年4月）
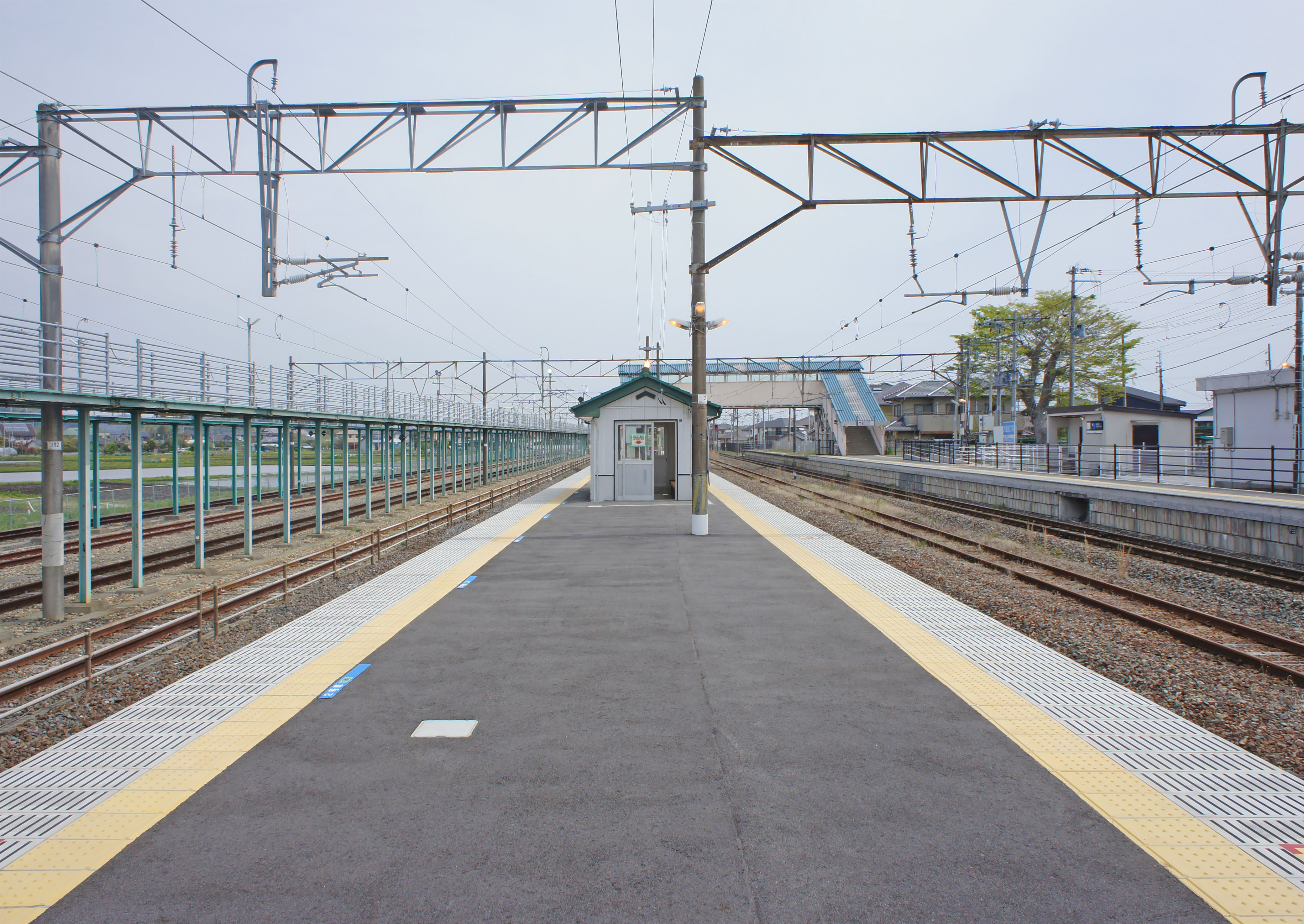
2・3番線ホーム（2022年4月）

## 利用状況
JR東日本によると、2000年度（平成12年度）- 2018年度（平成30年度）の1日平均乗車人員の推移は以下のとおりであった。
| 1日平均乗車人員推移 | 1日平均乗車人員推移 | 1日平均乗車人員推移 | 1日平均乗車人員推移 | 1日平均乗車人員推移 |
| 年度                | 定期外              | 定期                | 合計                | 出典                |
| ------------------- | ------------------- | ------------------- | ------------------- | ------------------- |
| 2000年（平成12年）  |                     |                     | 584                 | [ 利用客数 1 ]      |
| 2001年（平成13年）  |                     |                     | 548                 | [ 利用客数 2 ]      |
| 2002年（平成14年）  |                     |                     | 567                 | [ 利用客数 3 ]      |
| 2003年（平成15年）  |                     |                     | 522                 | [ 利用客数 4 ]      |
| 2004年（平成16年）  |                     |                     | 502                 | [ 利用客数 5 ]      |
| 2005年（平成17年）  |                     |                     | 467                 | [ 利用客数 6 ]      |
| 2006年（平成18年）  |                     |                     | 451                 | [ 利用客数 7 ]      |
| 2007年（平成19年）  |                     |                     | 449                 | [ 利用客数 8 ]      |
| 2008年（平成20年）  |                     |                     | 455                 | [ 利用客数 9 ]      |
| 2009年（平成21年）  |                     |                     | 455                 | [ 利用客数 10 ]     |
| 2010年（平成22年）  |                     |                     | 424                 | [ 利用客数 11 ]     |
| 2011年（平成23年）  | 非公表              | 非公表              | 非公表              |                     |
| 2012年（平成24年）  | 96                  | 287                 | 383                 | [ 利用客数 12 ]     |
| 2013年（平成25年）  | 97                  | 294                 | 392                 | [ 利用客数 13 ]     |
| 2014年（平成26年）  | 102                 | 287                 | 389                 | [ 利用客数 14 ]     |
| 2015年（平成27年）  | 110                 | 312                 | 422                 | [ 利用客数 15 ]     |
| 2016年（平成28年）  | 108                 | 305                 | 414                 | [ 利用客数 16 ]     |
| 2017年（平成29年）  | 105                 | 301                 | 407                 | [ 利用客数 17 ]     |
| 2018年（平成30年）  | 104                 | 292                 | 397                 | [ 利用客数 18 ]     |

## 駅周辺
- 甲塚古墳
- ジェイアールバス関東いわき支店
- いわき市立草野小学校
- いわき市立草野中学校
- 福島県立聴覚支援学校平分校
- 草野郵便局
- 国道6号（陸前浜街道）
- 常磐バイパス
- 福島県道15号小名浜四倉線
- 福島県道35号いわき浪江線
- 福島県道159号草野停車場線
- 赤沼川
- 夏井川
- 新舞子海岸・新舞子ビーチ
- マルト SC草野店
- 新常磐交通「草野駅前」停留所 -「いわき駅・草野駅」線[7]

## その他
福知山線（JR宝塚線）にも同名の駅（兵庫県丹波篠山市）があることから、乗車券類の券面には｢（常）草野｣と表記される（Suicaなどの全国交通系ICカードの取り扱い開始は同名の駅の方が早い）。

## 隣の駅
東日本旅客鉄道（JR東日本）
■常磐線
いわき駅 - 草野駅 - 四ツ倉駅

### 記事本文
1. 1 2 3 4 5  “駅の情報（草野駅）：JR東日本”.   東日本旅客鉄道. 2024年8月25日時点のオリジナルよりアーカイブ。2024年11月3日閲覧。
2. 1 2 3 4 5 6  『週刊 JR全駅・全車両基地』 50号 郡山駅・会津若松駅・三春駅ほか、朝日新聞出版〈週刊朝日百科〉、2013年8月4日、20頁。
3. 1 2 3 4 5  石野哲（編）『停車場変遷大事典 国鉄・JR編 Ⅱ』（初版）JTB、1998年10月1日、433-434頁。ISBN 978-4-533-02980-6。
4. 1 2  『常磐線（富岡駅～浪江駅間）の運転再開について』（PDF）（プレスリリース）東日本旅客鉄道、2020年1月17日。オリジナルの2020年1月17日時点におけるアーカイブ。2020年1月17日閲覧。
5. ↑  『Suicaエリア外もチケットレスで! 東北エリアから「えきねっとQチケ」がはじまります』（PDF）（プレスリリース）東日本旅客鉄道、2024年7月11日。オリジナルの2024年7月11日時点におけるアーカイブ。2024年8月1日閲覧。
6. 1 2  “JR東日本：駅構内図・バリアフリー情報（草野駅）”.   東日本旅客鉄道. 2024年11月3日閲覧。
7. ↑  “新常磐交通株式会社 バス時刻表” (PDF).   新常磐交通. 2024年11月3日閲覧。

### 利用状況
1. ↑  “各駅の乗車人員（2000年度）”.   東日本旅客鉄道. 2019年3月4日閲覧。
2. ↑  “各駅の乗車人員（2001年度）”.   東日本旅客鉄道. 2019年3月4日閲覧。
3. ↑  “各駅の乗車人員（2002年度）”.   東日本旅客鉄道. 2019年3月4日閲覧。
4. ↑  “各駅の乗車人員（2003年度）”.   東日本旅客鉄道. 2019年3月4日閲覧。
5. ↑  “各駅の乗車人員（2004年度）”.   東日本旅客鉄道. 2019年3月4日閲覧。
6. ↑  “各駅の乗車人員（2005年度）”.   東日本旅客鉄道. 2019年3月4日閲覧。
7. ↑  “各駅の乗車人員（2006年度）”.   東日本旅客鉄道. 2019年3月4日閲覧。
8. ↑  “各駅の乗車人員（2007年度）”.   東日本旅客鉄道. 2019年3月4日閲覧。
9. ↑  “各駅の乗車人員（2008年度）”.   東日本旅客鉄道. 2019年3月4日閲覧。
10. ↑  “各駅の乗車人員（2009年度）”.   東日本旅客鉄道. 2019年3月4日閲覧。
11. ↑  “各駅の乗車人員（2010年度）”.   東日本旅客鉄道. 2019年3月4日閲覧。
12. ↑  “各駅の乗車人員（2012年度）”.   東日本旅客鉄道. 2019年3月4日閲覧。
13. ↑  “各駅の乗車人員（2013年度）”.   東日本旅客鉄道. 2019年3月4日閲覧。
14. ↑  “各駅の乗車人員（2014年度）”.   東日本旅客鉄道. 2019年3月4日閲覧。
15. ↑  “各駅の乗車人員（2015年度）”.   東日本旅客鉄道. 2019年3月4日閲覧。
16. ↑  “各駅の乗車人員（2016年度）”.   東日本旅客鉄道. 2019年3月4日閲覧。
17. ↑  “各駅の乗車人員（2017年度）”.   東日本旅客鉄道. 2018年7月6日閲覧。
18. ↑  “各駅の乗車人員（2018年度）”.   東日本旅客鉄道. 2019年7月6日閲覧。